# Котёнок, Иван Прокофьевич
Иван Прокофьевич Котёнок — советский хозяйственный и политический деятель.

## Биография
Родился в 1924 году в селе Свирж. Член КПСС.
Участник Великой Отечественной войны: сапёр в составе 6-й стрелковой Ровенской дивизии
Окончил Белорусский политехнический институт.
В 1947—1950 гг. — технолог, мастер моторного цеха Алтайского тракторного завода.
В 1950—1960 гг. — технолог дизельного цеха, начальник цехового конструкторского бюро, заместитель начальника, начальник дизельного цеха, заместитель директора Минского тракторного завода.
В 1960—1972 гг. — директор завода Гомсельмаш.
В 1972—1974 гг. — директор завода Ростсельмаш.
Избирался депутатом Верховного Совета Белорусской ССР 6-го и 7-го созывов. Делегат XXII и XXIV съезда КПСС.
Заслуженный машиностроитель РСФСР.
Почетный гражданин города Гомеля (2000)
Жил в Гомеле.

## Награды
- Орден Ленина
- Орден Отечественной войны II степени
- Орден Трудового Красного Знамени